# Smoky (roman)
Pour les articles homonymes, voir Smoky.
Smoky (Smoky the Cowhorse) est un roman pour la jeunesse de Will James, publié en 1926 aux États-Unis. 
Couronné en 1927 par un prix littéraire, il est devenu très vite un classique de la littérature équine américaine. Dès 1928, il est édité en version illustrée, mais il faut attendre 2013 pour que l'ouvrage soit traduit et adapté en français par Guy de Galard et Luisina Dessagne, sous le titre Smoky,. Il a inspiré plusieurs films et un documentaire.

## Contexte
En plus de son expérience personnelle de la vie dans les ranchs, l'auteur a été probablement inspiré par le succès du roman d'Anna Sewell, Prince noir (Black Beauty), paru en 1877.

## Résumé

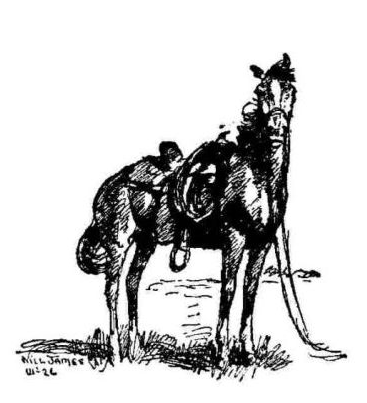
Smoky, par Will James.

Le roman raconte les détails de la vie d'un cheval dans l'ouest des États-Unis après les années 1910. Né en pleine nature, il est capturé et dressé par un cow-boy prénommé Clint. Intelligent et plein d'esprit, Smoky est vite reconnu comme le meilleur cheval de travail de la région. Mais un jour, plusieurs chevaux sont volés dont Smoky.
Maltraité par le voleur, Smoky prend la fuite après l'avoir tué. Vivant à l'état sauvage, il est recapturé par l'homme. Son comportement violent pousse son nouveau propriétaire à l'utiliser comme cheval de rodéo pendant plusieurs années. Ses différentes épreuves et un nouveau propriétaire qui l’affame finissent par briser l'animal qui n'est plus que l'ombre de lui-même.
Mais lors d'une visite en ville, Clint reconnaît Smoky. Après avoir réussi à récupérer son ancien cheval, celui-ci le soigne et Smoky réussit à retrouver son ancienne personnalité.

## Récompenses
En 1927, Will James remporte la médaille Newbery pour ce roman.

## Adaptations au cinéma
- 1933 : Smoky, film américain d'Eugene Forde, avec l'acteur Victor Jory[5],[1]. La voix du narrateur dans le film est celle de l'auteur du roman Will James.

- 1946 : Smoky, film américain de Louis King, avec les acteurs Fred MacMurray et Anne Baxter[6].

- 1966 : Smoky, film américain de George Sherman, avec Fess Parker en vedette[6], sorti partiellement en France sous le titre Le Dompteur de l'Arizona[7].

En 1988, Jacques Godbout sort un documentaire de 83 minutes, Autour de Smoky : « Alias Will James »,  pour l'Office national du film du Canada où il enquête sur l'épopée de l'auteur et la genèse du livre.